# Pulgarcito (historieta de Jan)
Pulgarcito es una serie de historietas protagonizada por el personaje homónimo y creada por el dibujante español Jan en 1981, inspirada por el cuento de hadas homónimo.

## Trayectoria editorial
Pulgarcito apareció por primera vez en 1981, en la revista Pulgarcito  de la editorial Bruguera. En 1982 Jan dejó de dibujar a Pulgarcito para dedicarse de lleno a Superlópez.
Pulgarcito apareció en más de setenta números, con historias diferentes, y algunas se recopilaron en cinco tebeos de la Colección Olé, y éstos, en un Super Humor. También apareció una serie de troquelados del personaje. 
En 1990, algunas aventuras aparecieron en la revista del mismo tamaño Súper Guai!, de Ediciones B. 
En el 2014, se reeditaron varias de las historietas en álbumes con el color renovado.

## Argumento
Pulgarcito es el pequeño de seis hermanos, y siempre, junto a su gato Medianoche, corre mil aventuras por diferentes lugares. Con esta obra, Jan quería dignificar la literatura infantil, haciendo de estas historietas verdaderas joyas. Pulgarcito estuvo en las carabelas de Colón, en el país de las Maravillas, y en muchísimos cuentos y lugares históricos más. 